# Stig-Henrik Sörensen
Stig-Henrik Sörensen, född 8 november 1921 i Borås, död 11 oktober 2015 i Öckerö församling, var en svensk inredningsarkitekt.
Sörensen, som var son till arkitekt Nils Sörensen och Gerda Andersson, utexaminerades från Slöjdföreningens skola i Göteborg 1950 och bedrev tekniska korrespondensstudier. Han var tekniskt biträde hos sin far i Borås 1939–1946, hos professor Melchior Wernstedt 1946–1948, facklärare på avdelningen för möbler och inredning vid Slöjdföreningens skola i Göteborg 1950–1955, huvudlärare där 1955–1960 och bedrev egen arkitektverksamhet från 1950. Han valdes till fullmäktig i Svenska inredningsarkitekters riksförbund 1964 och var ledamot av förtroendenämnden.
Sörensen inredde kungliga salongen på residenset i Göteborg (medarbetare), Chalmers kårhus (medarbetare), ombyggnad av Konstindustriskolan i Göteborg, styrelse- och direktionsrum Göteborgs sparbank, ett flertal avdelningskontor för Göteborgs sparbank, varuhus i Malmö, ett flertal skolbyggnader. Han skrev artiklar i fack- och dagspress, bland annat Svensk snickeritidskrift 1955–1958.